# Tmesisternus goilalae
Tmesisternus goilalae là một loài bọ cánh cứng trong họ Cerambycidae.